# Collegio uninominale Lombardia - 02 (2017)
Il collegio elettorale uninominale Lombardia - 02 è stato un collegio elettorale uninominale della Repubblica Italiana per l'elezione del Senato tra il 2017 ed il 2022.

## Territorio
Come previsto dalla legge elettorale italiana del 2017, il collegio era stato definito tramite decreto legislativo all'interno della circoscrizione Lombardia.
Era formato da parte del territorio del comune di Milano, ovvero le zone occidentali limitrofe al centro città (dai Navigli a San Siro), le zone sudorientali della città (Stadera, Rogoredo, Lambrate) e le zone settentrionali (Niguarda, Bicocca, Viale Monza).
Il collegio era parte del collegio plurinominale Lombardia - 04.

## Eletti
| Elezione | Elezione | Senatore             | Partito |
| -------- | -------- | -------------------- | ------- |
|          | 2018     | Maria Cristina Cantù | Lega    |

## Dati elettorali

### XVIII legislatura
Come previsto dalla legge elettorale, 116 senatori erano eletti con sistema a maggioranza relativa in altrettanti collegi uninominali a turno unico.
| Candidati              | Candidati                      | Voti    | %     | Liste                           | Voti    | %     |
| ---------------------- | ------------------------------ | ------- | ----- | ------------------------------- | ------- | ----- |
|                        | Maria Cristina Cantù ✔️ Eletto | 110 690 | 38,38 | Lega                            | 52 664  | 18,26 |
| Forza Italia           | Maria Cristina Cantù ✔️ Eletto | 110 690 | 38,38 | 43 090                          | 14,94   |       |
| Fratelli d'Italia      | Maria Cristina Cantù ✔️ Eletto | 110 690 | 38,38 | 11 445                          | 3,97    |       |
| Noi con l'Italia - UDC | Maria Cristina Cantù ✔️ Eletto | 110 690 | 38,38 | 3 491                           | 1,21    |       |
|                        | Franco Maria D'Alfonso         | 100 189 | 34,74 | Partito Democratico             | 76 948  | 26,68 |
| +Europa                | Franco Maria D'Alfonso         | 100 189 | 34,74 | 19 844                          | 6,88    |       |
| Italia Europa Insieme  | Franco Maria D'Alfonso         | 100 189 | 34,74 | 2 155                           | 0,75    |       |
| Civica Popolare        | Franco Maria D'Alfonso         | 100 189 | 34,74 | 1 242                           | 0,43    |       |
|                        | Tiziana Santaniello            | 54 972  | 19,06 | Movimento 5 Stelle              | 54 972  | 19,06 |
|                        | Francesco Laforgia             | 12 719  | 4,41  | Liberi e Uguali                 | 12 719  | 4,41  |
|                        | Mario Re Fraschini             | 3 812   | 1,32  | Potere al Popolo!               | 3 812   | 1,32  |
|                        | Roberta Capotosi               | 2 050   | 0,71  | CasaPound                       | 2 050   | 0,71  |
|                        | Salvatore Ferrara              | 1 569   | 0,54  | Italia agli Italiani            | 1 569   | 0,54  |
|                        | Aquilele Campiotti             | 1 259   | 0,44  | Il Popolo della Famiglia        | 1 259   | 0,44  |
|                        | Sonia Previato                 | 757     | 0,26  | Per una Sinistra Rivoluzionaria | 757     | 0,26  |
|                        | Antonio Palmieri               | 394     | 0,14  | PRI - ALA                       | 394     | 0,14  |
| Totale                 | Totale                         | 288 411 | 100   |                                 | 288 411 | 100   |
|                        |                                |         |       |                                 |         |       |
| Voti non validi        | Voti non validi                | 7 431   | 2,51  |                                 |         |       |
| Votanti                | Votanti                        | 295 842 | 73,12 |                                 |         |       |
| Elettori               | Elettori                       | 404 579 |       |                                 |         |       |